# ماريان هندرسون
ماريان هندرسون (بالإنجليزية: Marian Henderson)‏ هي موسيقية أسترالية، ولدت في 16 أبريل 1937 في ملبورن في أستراليا، وتوفيت في 21 مايو 2015.

## روابط خارجية
- ماريان هندرسون على موقع IMDb (الإنجليزية)
- ماريان هندرسون على موقع ميوزك برينز (الإنجليزية)
- ماريان هندرسون على موقع ديسكوغز (الإنجليزية)